# Бріхітт Ягуе
Бріхітт Ягуе  (ісп. Brigitte Yagüe, 15 березня 1981) — іспанська тхеквондистка, олімпійська медалістка.

## Виступи на Олімпіадах
| Олімпіада   | Вагова категорія | Місце |
| ----------- | ---------------- | ----- |
| Афіни 2004  | до 49 кг         | 10T   |
| Лондон 2012 | до 49 кг         | 2     |